# سائل زلالي
يوجد السائل الزلالي أو السائل المزلق بين طرفي العظام في فراغ داخل المفصل، وهو بمثابة الزيت الذي يقوم بتشحيم المفاصل وعند إصابة المفصل قد يمتلئ هذا الفراغ بارتشاح مائي أو دموي. وللسائل قوام يشبه زلال البيض ويفرز من الغشاء الزلالي. 

## قراءة إضافية
- Warman W. "Delineating biologic pathways involved in skeletal growth and homeostasis through the study of rare Mendelian diseases that affect bones and joints." Arthritis Res. Ther. 2003, 5(Suppl 3):5

## روابط خارجية
- Hyaluronan: structure and properties
- Normal joint structure from the كلية لندن الجامعية